# زابووچیه (شهرستان پوواو)
زابووچیه (به لهستانی:  Zabłocie) یک روستا در لهستان است که در گمینا مارکوشوو واقع شده‌است. زابووچیه ۳۱۸ نفر جمعیت دارد.